# Jürgen Renn
Pour les articles homonymes, voir Renn.
Jürgen Renn (né le 11 juillet 1956 à Moers, Allemagne) est un physicien et historien des sciences allemand et depuis 1994 le directeur de l'Institut Max-Planck d'histoire des sciences à Berlin.

## Biographie
Renn a étudié la physique à l'Université libre de Berlin et à l'Université de Rome « La Sapienza ». En 1987, il a obtenu son doctorat en physique mathématique de l'Université technique de Berlin.
Entre 1986 et 1992, il a travaillé comme co-rédacteur en chef des "Collected Papers of Albert Einstein" à l'Université de Boston. Entre 1991 et 1996, il a co-dirigé avec Peter Damerow le "Arbeitsstelle Albert Einstein" à l'Institut Max-Planck de développement humain à Berlin.
En 1993/94, il a été professeur invité à l'Université de Tel Aviv et à l'ETH Zurich. Depuis sa fondation en 1994, Renn est directeur de l'Institut Max-Planck d'histoire des sciences (MPIWG) à Berlin. Renn est professeur honoraire d'histoire des sciences à l'Université Humboldt de Berlin et à l'Université libre de Berlin. Depuis 1998, il est professeur adjoint de philosophie et de physique à l'Université de Boston. Il est membre de l'Académie des Sciences Leopoldina, de l'Académie internationale d'histoire des sciences, et siège aux conseils d'administration de l'Initiative d'excellence allemande de Berlin «Topoi»  et du Berliner Antike-Kolleg.
Ses écrits comprennent The Formative Years of Relativity: The History and Meaning of Einstein's Princeton Lectures (avec Hanoch Gutfreund (en), Princeton University Press, 2017) et The Road to Relativity: The History and Meaning of Einstein's The Foundation of General Relativity, Featuring the Original Manuscript of Einstein's Masterpiece (avec Hanoch Gutfreund, Princeton University Press, 2017) et Einstein on Einstein: Autobiographical and Scientific Reflections (avec Hanoch Gutfreund, Princeton University Press, 2020),,.

## Activités

### Recherche et domaines d'études
Les projets de recherche de Renn se concentrent sur les développements à long terme des connaissances tout en tenant compte des processus de mondialisation. Ses projets de recherche ont porté sur le développement historique de la mécanique de l'Antiquité au XXe siècle. Dans ce contexte, Renn étudie également les origines de la mécanique en Chine, la transformation des connaissances anciennes et l'échange de connaissances entre l'Europe et la Chine au début de la période moderne. Un axe principal de la recherche de Renn est l'histoire de la physique moderne, en étudiant l'origine et le développement de la théorie de la relativité générale, et de la théorie quantique en particulier. Renn a écrit sur l'Anthropocène en relation avec l'histoire de la connaissance et de la science.

### Numérisation et libre accès
Depuis l'émergence du World Wide Web, Renn a plaidé pour un accès gratuit aux sources historiques. En 1992, il a lancé une initiative avec Peter Damerow et Paolo Galluzzi pour créer en ligne une «archive électronique Galileo-Einstein» librement accessible. Avec le soutien de la Communauté européenne, il a ensuite fondé l'initiative ECHO (European Cultural Heritage Online) pour promouvoir l'étude des sources historiques en ligne. Renn est l'un des initiateurs de la Déclaration de Berlin sur le libre accès à la connaissance et a lancé la plate-forme d'édition Edition Open Access  avec d'autres collègues de la Max Planck Society.

### Expositions
Renn a organisé plusieurs expositions dans le domaine de l'histoire de la science, de la technologie et de la culture. Il a co-organisé plusieurs expositions, dont:
- 2005: Albert Einstein - Chief Engineer of the Universe au cours de l'Année de la physique, Kronprinzenpalais (Berlin) [10]
- 2008: Max-Planck - Revolutionär wider Willen, Musée allemand des techniques de Berlin [11]
- 2010: Weltwissen - 300 Jahre Wissenschaften in Berlin, Martin-Gropius-Bau (Berlin) [12]
- 2013: Archimède. Art and Invention Science, musées du Capitole (Rome) [13]

## Prix et distinctions
- 1988: Membre, Fritz Thyssen Stiftung, Berlin
- 1988: Fellow, Conseil national de la recherche, Rome
- 1988–1989: Fellow, Collège scientifique de Berlin
- 1992: Chercheur invité à la Forschungsschwerpunkt "Wissenschaftsgeschichte und Wissenschaftstheorie" der Gesellschaft für wissenschaftliche Neuvorhaben der Max Planck Society Berlin
- 1998: Prix internetional Pirelli (en)
- 2011: Prix international Anassilaos[14]
- 2014: Prix International "Marco & Alberto Ippolito", Sezione cultura[15]
- 2016: Prix Francis-Bacon[16]
- 2014: Prix Max Planck Communitas[17]
- 2014: Prix Neuenschwander[18]
- 2018: Médaille Commandino

## Sélection de publications

### Livres
- L’Évolution de la connaissance : Repenser la science pour l’Anthropocène [« The Evolution of Knowledge - Rethinking Science for the Anthropocene »], Les Belles Lettres, 2022, 600 p. (ISBN 978-2251453361)
- The Road to Relativity: The History and Meaning of Einstein's "The Foundation of General Relativity . Princeton: Princeton University Press, 2015 (avec Hanoch Gutfreund).
- Relativity: the Special and the General Theory, 100th Anniversary Edition . Princeton: Princeton University Press, 2015 (avec Hanoch Gutfreund).
- Wissensgeschichte der Architektur . Vol. 1: Vom Neolithikum bis zum Alten Orient ; vol. 2: Vom Alten Ägypten bis zum Antiken Rom ; vol. 3: Vom Mittelalter bis zur Frühen Neuzeit . Etudes 3, 4, 5: Bibliothèque de recherche Max Planck en histoire et développement des connaissances. Berlin, Edition Open Access, 2014 (avec Wilhelm Osthues, Hermann Schlimme).
- The Equilibrium Controversy. Guidobaldo Del Monte´s Critical Notes on the Mechanics of Jordanus and Benedetti and Their Historical and Conceptual Background . Berlin: Edition Open Access, 2012 (avec Peter Damerow).
- The Globalization of Knowledge in History. Berlin: édition Open Access, 2012
- Boltzmann und das Ende des Mechanistischen Weltbildes (Wiener Vorlesungen, Band 130). Vienne: Picus Verlag, 2007.
- The Genesis of General Relativity, 4 vol. (Boston Studies in the Philosophy of Science, vol. 250): vol. 1 et 2 (Einstein's Zurich Notebooks), vol. 3 (Gravitation in the twilight of classical physics – between mechanics, field theory and astronomy), vol. 4 (Gravitation in the twilight of classical physics – the promise of mathematics). Dordrecht: Springer, 2007.
- Positioning the History of Science . (Études de Boston dans la philosophie des sciences, vol. 248). Dordrecht: Springer, 2007 (avec Kostas Gavroglu).
- Albert Einstein - Ingenieur des Universums . 3 vol. Berlin: Wiley-VCH, 2006
- Auf den Schultern von Riesen und Zwergen: Einsteins unvollendete Revolution . Berlin: Wiley-VCH, 2006.

### Articles et chapitres de livres
- "From the History of Science to the History of Knowledge – and Back," dans Centaurus 57(1), 2015: 35–53.
- "Einstein’s Copernican Revolution" dans The Cambridge Companion to Einstein, édité par Michel Janssen et Christoph Lehner, 38–71. New York: Cambridge University Press, 2014 (avec Robert Rynasiewicz).
- "The Globalization of Knowledge in History and its Normative Challenges," in Rechtsgeschichte/Legal History 2014 (22):52–60.
- "Beyond Editions: Historical Sources in the Digital Age," dans Internationalität und Interdisziplinarität der Editionswissenschaft, édité par Michael Stolz et Yen-Chun Chen, 9–28. editio / Beihefte 38. Berlin: De Gruyter, 2014
- "Learning from Kushim about the Origin of Writing and Farming," dans  Grain | Vapor | Ray. Textures of the Anthropocene, édité par Katrin Klingan, Ashkan Sepahvand, Christoph Rosol et Bernd M. Scherer, 241–259. Cambridge: MIT Press, 2015.
- "Schrödinger and the Genesis of Wave Mechanics," dans  Erwin Schrödinger – 50 Years After, édité par Wolfgang L. Reiter et Jakob Yngvason, 9-36. Zurich: European Mathematical Society, 2013.
- "The Emergence of Statistical Mechanics," dans The Oxford Handbook of the History of Physics, édité par Jed Z. Buchwald et Robert Fox, 765–788. Oxford: Oxford University Press, 2013 (avec Olivier Darrigol).
- "The Transformation of Ancient Mechanics into a Mechanistic World View," dans Transformationen antiker Wissenschaften, édité par Georg Toepfer et Hartmut Böhme, 243–267. Transformationen der Antike, Berlin: De Gruyter, 2010 (avec Peter Damerow).

### Vidéo
- Vidéo sur les recherches de Jürgen Renn (Dernières réflexions)